# Louisville Extreme Park

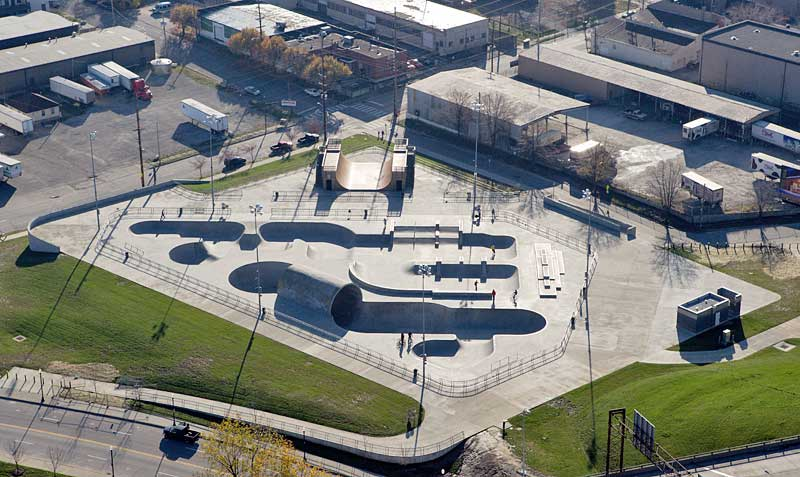
Louisville Extreme Park

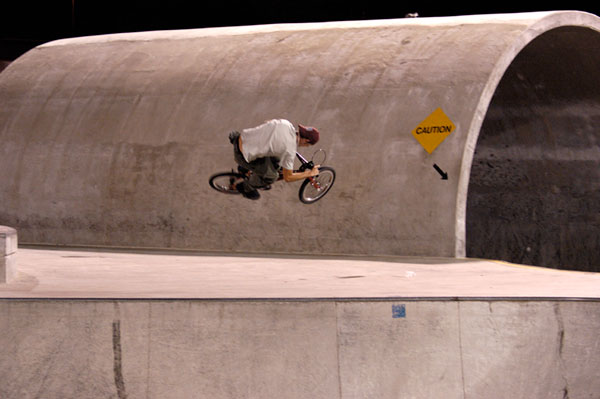
Le tube

Le Louisville Extreme Park, désormais dénommé David Armstrong Extreme Park est un parc de 3 700 m² spécialement conçu pour les amateurs de skateboard (et autres sports extrêmes) situé dans la ville de Louisville aux États-Unis.
Géré par la ville mais non surveillé, il est ouvert 24 heures sur 24 depuis le 5 avril 2002. Le parc a été nationalement reconnu après la sortie du film de Tony Hawk relatif à sa tournée Secret Skatepark Tour où il passa par le parc.
Le parc possède un tube de 7 mètres ainsi que plusieurs constructions et rails permettant de réaliser tous types de figures acrobatiques. 